# Eleonora Medicejská
Eleonora Medicejská (28. února 1567 – 9. září 1611) byla dcerou Františka I. Medicejského a Johany Habsburské a vnučkou Ferdinanda I. Habsburského a Anny Jagellonské. Náležela ke slavnému rodu Medici a její sestra Marie se stala francouzskou královnou. Sňatkem byla mantovskou vévodkyní.

## Mládí
Eleonora se narodila ve Florencii 28. února 1567 jako nejstarší dítě Františka I. Medicejského a jeho první manželky arcivévodkyně Johany. Její křest se konal téhož roku a zúčastnil se ho kardinál Innocenzo Ciocchi Del Monte, adoptivní synovec papeže Julia III. Obřad vykonal jménem papeže Pia V. kardinál Spinello de' Benci. Křest byl slaven i loveckými výlety a večírky.
Zpočátku se věřilo, že se Eleonora provdá za Františka z Anjou, syna Jindřicha II. Francouzského a Kateřiny Medicejské. V roce 1570 byly u Eleonory obavy z onemocnění neštovicemi, ale nakonec měla jen horečku, ze které se uzdravila. Aby se zotavila z nemoci, poslali jí rodiče a dědeček Cosimo baňku se svěcenou vodou.
V roce 1574, když bylo Eleonoře sedm let, dědeček Cosimo zemřel a novým toskánským velkovévodou se stal její otec. O čtyři roky později přišla jedenáctiletá dívka o matku a otec se znovu oženil se svou dlouholetou milenkou Biancou Cappello. Jedna z Eleonořiných sester, Marie, se provdala za francouzského krále a stala se matkou Ludvíka XIII. Další sestra Anna zemřela ve věku 14 let. Eleonora napsala jménem umírající Anny otci, kterého si přála sestra vidět, Anna však již toho dne zemřela. Ostatní Eleonořini a Mariini sourozenci zemřeli v dětství.

## Manželství

### Svatba a slavnosti
29. dubna 1584 se Eleonora provdala za Vincenza I. Gonzagu, jehož se stala druhou manželkou poté, co se rozvedl s Markétou Farnese. Oslavy svatební smlouvy, podepsané 4. dubna 1584, se konaly v Mantově. Nesměly chybět ani zvony nebo ohňostroj. Osm dní po oslavách se pár vydal do Florencie na setkání s Eleonořiným otcem velkovévodou Františkem a její nevlastní matkou Biancou Cappello. 10. dubna poslal František dopis Filipovi II. Španělskému, v němž žádá o povolení Eleonořina sňatku s Vincenzem. Nicméně, František si také před manželským vyjednáváním přál důkaz zeťovy plodnosti.
5. května 1584 Eleonora dorazila do Mantovy. Po připlutí se Eleonora vylodila v Migliorettu (břehy řeky Mincio bezprostředně po proudu od Mantovy) a parmský vévoda Ottavio Farnese, její manžel Vincenzo a mnoha dalších šlechticů a žen z Piacenzy, Parmy a Mantovy ji doprovodilo do Palazzo Te. Po odpočinku v Palazzo Te si Eleonora vyměnila stříbrno-brokátové šaty s mnoha klenoty a za doprovodu salv z arkebuz a děl vjela do městav polootevřeném kočáře taženém čtyřmi bělouši a s mantovskou armádou a lehkou jízdou po boku, se suitou šlechticů a žen ve vozech. Po příjezdu do Castello di San Giorgio pokračovala do palácového kostela Svaté Barbory a vévodského paláce, kde byla u paty schodiště uvítána mantovským vévodským párem, Vilémem I. Gonzagou a Eleonorou Habsburskou. Po jídle byla doprovázena kardinály Gianfrancescem Gambarou a Giovannim Vincenzem Gonzagou di Guastalla lodí do Palazzo Te, kde ji navštívil kardinál Alessandro Farnese a parmský vévoda.

### Manželský život
7. května 1586 Eleonora porodila své první dítě, syna pojmenovaného František; během těhotenství jí otec poslal jako dárek několik švestek. Následujícího roku zemřel Eleonořin tchán Vilém a Vincenzo se stal vévodou a ona vévodkyní. Toho roku Eleonora porodila po těžkém těhotenství dalšího syna, Ferdinanda. V následujících letech dala život dalším několika dětem: v roce 1589 se narodil syn Vilém Dominik, který zemřel mladý, v roce 1591 dcera Markéta, která se provdala za Jindřicha II. Lotrinského, v roce 1594 následoval syn Vincenzo, v roce 1596 prodělala ve čtvrtém měsíci těhotenství potrat a v roce 1598 se narodila dcera Eleonora, která se provdala za Ferdinanda II. Štýrského.
V říjnu 1600, se Eleonora zúčastnila svatby své sestry Marie s Jindřichem IV. Francouzským. V roce 1601 královna Marie porodila své první dítě, syna Ludvíka. Eleonora se stala kmotrou dítěte.
V roce 1602 Vincenzo odjel při hledání lékařského ošetření do Flander a vévodství ponechal pod Eleonořinou kontrolou. V té době poslala Ferdinandovi I. Medicejskému seznam mužů odsouzených na galeje. V zimě 1603–1604 navštívil mantovský dvůr Galileo Galilei ve snaze získat si tam pozici s platem, ale nemohl se s Vincenzem dohodnout na podmínkách a tak mu vévoda místo toho daroval zlatý řetěz a stříbrné nádobí. V roce 1606 Eleonora doprovodila svou dceru Markétu do Lotrinska na její svatbu s vévodou Jindřichem.

### Smrt a pohřeb
Eleonora v prvním čtvrtletí roku 1611 onemocněla těžkou chorobou, ale zdálo se, že se do dubna zotavila. O několik měsíců později se Eleonora na dva měsíce skryla v Palazzo di Porto v Porto Mantovano, "jednu míli od města a krásném pro své zahrady a čerstvou vodu". S příchodem teplejšího počasí se Eleonora přesunula na sever do na kopci opevněné vily v Cavrianě. Tam, den po svátku Narození Panny Marie, se její stav rychle zhoršil a 9. září 1611, ve čtyřiceti čtyřech letech zemřela. V době její smrti byl její manžel Vincenzo v Casale Monferrato. Přežil ji jen o jeden rok a v roce 1612 zemřel.
Po její smrti bylo tělo uloženo do "olověné skříňky" a za doprovodu "četných kněží z odlehlých měst" do farního kostela Cavriana, kde ležela po dobu dvou dnů. Dál bylo její tělo převezeno do Mantovy na "vozíku přehozeném černou tkaninou" a taženém šesti koňmi v černé a v doprovodu "kněží na koních" a dvanácti "pěších účastníků nesoucích hořící pochodně". Následovalo dvanáct kočárů vezoucích členy rodu Gonzaga, také v černé barvě. Eleonořino tělo bylo převezeno do Corte Vecchio, kde bylo uloženo po dobu do návratu Vincenza.
Když se vévoda 3. října 1611 vrátil do Mantovy, byl Eleonořin pohřeb naplánován na svátek svatého Františka. Během tohoto přechodného období bylo její tělo umístěno na "krásném katafalku zářícím mnoha svíčkami". Pohřební funkce byly provedeny biskupem z Casale, poněvadž mantovský biskup, Annibale ("Francesco") Gonzaga di Bozzolo, byl nemocen. Pěší průvod, který doprovázel Eleonořino tělo z oratoře v Corte Vecchia do Sant'Andrea vedl "prapor" hlavního kostela, následován členy a následovaly tak, aby členové různých občanských a náboženských institucí – městských špitálů, škol a kostelů včetně klášterů.

## Vývod z předků
|                     |                           |  |                          |                             |  |  |  |  |  |  |  | Petr František Medicejský |
|                     |                           |  |                          |                             |  |  |  |  |  |  |  |                           |
|                     | Giovanni dalle Bande Nere |  |                          |                             |  |  |  |  |  |  |  |                           |
|                     |                           |  |                          |                             |  |  |  |  |  |  |  |                           |
|                     |                           |  |                          | Kateřina Sforzová           |  |  |  |  |  |  |  |                           |
|                     |                           |  |                          |                             |  |  |  |  |  |  |  |                           |
|                     | Cosimo I. Medicejský      |  |                          |                             |  |  |  |  |  |  |  |                           |
|                     |                           |  |                          |                             |  |  |  |  |  |  |  |                           |
|                     |                           |  |                          | Jacopo Salviati             |  |  |  |  |  |  |  |                           |
|                     |                           |  |                          |                             |  |  |  |  |  |  |  |                           |
|                     | Maria Salviati            |  |                          |                             |  |  |  |  |  |  |  |                           |
|                     |                           |  |                          |                             |  |  |  |  |  |  |  |                           |
|                     |                           |  |                          | Lukrécie Medicejská         |  |  |  |  |  |  |  |                           |
|                     |                           |  |                          |                             |  |  |  |  |  |  |  |                           |
|                     | František I. Toskánský    |  |                          |                             |  |  |  |  |  |  |  |                           |
|                     |                           |  |                          |                             |  |  |  |  |  |  |  |                           |
|                     |                           |  |                          | Fadrique Álvarez de Toledo  |  |  |  |  |  |  |  |                           |
|                     |                           |  |                          |                             |  |  |  |  |  |  |  |                           |
|                     | Pedro Álvarez de Toledo   |  |                          |                             |  |  |  |  |  |  |  |                           |
|                     |                           |  |                          |                             |  |  |  |  |  |  |  |                           |
|                     |                           |  |                          | Isabel de Zúñiga y Pimentel |  |  |  |  |  |  |  |                           |
|                     |                           |  |                          |                             |  |  |  |  |  |  |  |                           |
|                     | Eleonora Toledská         |  |                          |                             |  |  |  |  |  |  |  |                           |
|                     |                           |  |                          |                             |  |  |  |  |  |  |  |                           |
|                     |                           |  |                          | Luis Pimentel y Pacheco     |  |  |  |  |  |  |  |                           |
|                     |                           |  |                          |                             |  |  |  |  |  |  |  |                           |
|                     | Maria Osorio              |  |                          |                             |  |  |  |  |  |  |  |                           |
|                     |                           |  |                          |                             |  |  |  |  |  |  |  |                           |
|                     |                           |  |                          | Juana Osorio y Bazán        |  |  |  |  |  |  |  |                           |
|                     |                           |  |                          |                             |  |  |  |  |  |  |  |                           |
| Eleonora Medicejská |                           |  |                          |                             |  |  |  |  |  |  |  |                           |
|                     |                           |  |                          |                             |  |  |  |  |  |  |  |                           |
|                     |                           |  | Maximilián I. Habsburský |                             |  |  |  |  |  |  |  |                           |
|                     |                           |  |                          |                             |  |  |  |  |  |  |  |                           |
|                     | Filip I. Kastilský        |  |                          |                             |  |  |  |  |  |  |  |                           |
|                     |                           |  |                          |                             |  |  |  |  |  |  |  |                           |
|                     |                           |  |                          | Marie Burgundská            |  |  |  |  |  |  |  |                           |
|                     |                           |  |                          |                             |  |  |  |  |  |  |  |                           |
|                     | Ferdinand I. Habsburský   |  |                          |                             |  |  |  |  |  |  |  |                           |
|                     |                           |  |                          |                             |  |  |  |  |  |  |  |                           |
|                     |                           |  |                          | Ferdinand II. Aragonský     |  |  |  |  |  |  |  |                           |
|                     |                           |  |                          |                             |  |  |  |  |  |  |  |                           |
|                     | Jana I. Kastilská         |  |                          |                             |  |  |  |  |  |  |  |                           |
|                     |                           |  |                          |                             |  |  |  |  |  |  |  |                           |
|                     |                           |  |                          | Isabela Kastilská           |  |  |  |  |  |  |  |                           |
|                     |                           |  |                          |                             |  |  |  |  |  |  |  |                           |
|                     | Johana Habsburská         |  |                          |                             |  |  |  |  |  |  |  |                           |
|                     |                           |  |                          |                             |  |  |  |  |  |  |  |                           |
|                     |                           |  |                          | Kazimír IV. Jagellonský     |  |  |  |  |  |  |  |                           |
|                     |                           |  |                          |                             |  |  |  |  |  |  |  |                           |
|                     | Vladislav Jagellonský     |  |                          |                             |  |  |  |  |  |  |  |                           |
|                     |                           |  |                          |                             |  |  |  |  |  |  |  |                           |
|                     |                           |  |                          | Alžběta Habsburská          |  |  |  |  |  |  |  |                           |
|                     |                           |  |                          |                             |  |  |  |  |  |  |  |                           |
|                     | Anna Jagellonská          |  |                          |                             |  |  |  |  |  |  |  |                           |
|                     |                           |  |                          |                             |  |  |  |  |  |  |  |                           |
|                     |                           |  |                          | Gaston II. de Foix-Candale  |  |  |  |  |  |  |  |                           |
|                     |                           |  |                          |                             |  |  |  |  |  |  |  |                           |
|                     | Anna z Foix a Candale     |  |                          |                             |  |  |  |  |  |  |  |                           |
|                     |                           |  |                          |                             |  |  |  |  |  |  |  |                           |
|                     |                           |  |                          | Kateřina z Foix             |  |  |  |  |  |  |  |                           |
|                     |                           |  |                          |                             |  |  |  |  |  |  |  |                           |